# You Are Blue, So Am I
『You Are Blue, So Am I』（ユー・アー・ブルー、ソー・アム・アイ）は、BONNIE PINKの10枚目のシングル。2000年3月1日発売。発売元はワーナーミュージック・ジャパン。CDコードはAMCN-4465。

## 解説
- 「You Are Blue, So Am I」は前作から5ヶ月ぶりとなるシングルで、アルバム『Let go』の先行シングルとして発売された。
- 当初、楽曲提供として制作されたがその話がキャンセルになり、自分で歌った。
- ミッチェル・フルームとの共同プロデュースで、ロサンゼルスにてレコーディング。
- 初回限定盤は特殊ジャケット仕様。（紙ジャケット）

## 収録曲
1. You Are Blue, So Am I （4:21）
（作詞・作曲:Bonnie Pink）
2. 過去と現実 （3:56）
（作詞・作曲:Bonnie Pink）
日本テレビ系「ZZZ ホットパンツ」エンディングテーマ
3. New York （3:42）
（作詞・作曲:Bonnie Pink）

## 収録アルバム
- 『Let go』（1.,2.）
- 『Every Single Day -Complete BONNIE PINK（1995-2006）-』（1.,2.,3.）
- 『Dear Diary』初回限定特典CD「BONNIE PINK B-side collection(1996～2009)」に収録（3.）
- オリジナル・アルバム未収録（3.）